# باتريك شنايدر
باتريك شنايدر (بالألمانية: Patrick Schneider)‏ هو عداء سريع ألماني، ولد في 30 نوفمبر 1992 في آنسباخ في ألمانيا.

## وصلات خارجية
- باتريك شنايدر على موقع الاتحاد الدولي لألعاب القوى (الإنجليزية)